# Hertigdömet Florens
Hertigdömet Florens var ett italienskt hertigdöme runt omkring staden Florens. Hertigdömet bildades efter att Karl V återställde Huset Medicis rätt till Florens 1530. Clemens VII som var född som Medici utsåg Alessandro de' Medici till ny hertig, som omvandlade Republiken Florens till en ärftlig monarki. 
Den andra hertigen, Cosimo de' Medici etablerade en stark florentinsk marin och expanderade staten genom ett inköp av ön Elba, och erövringen av Siena. År 1569 upphöjde Pius V, Cosimo till hertig i Storhertigdömet Toscana. Därmed införlivades även Hertigdömet Florens i hertigdömet. Huset Medici styrde Toscana fram till 1737.